# Temperamento
Temperamento je česká hudební skupina, která byla založena roku 2005. Za účelem zúčastnit se soutěže Coca-Cola PopStar dával dohromady kapelu Azi, kterého posluchači mohli znát z kapely Fourth Face. Ještě téhož roku poměrně překvapivě kapela soutěž vyhrála a stihla natočit své první album Uno Momento. Do finále soutěže Coca-Cola PopStar postoupila kapela Temperamento s dvěma dalšími kapelami. Ve velkém finále, které se konalo v pražském klubu Lucerna, bylo Temperamento jedinou skupinou, která zpívala česky a i díky tomu na svou stranu získala nejen diváky, ale také porotu, ve které mimo jiné seděli zástupci loňských vítězů - kapely UDG, nebo zpěvák kapely Kryštof – Richard Krajčo.
Z tohoto alba pak pětičlenná kapela do českých rádiových éterů vyslala tři singly: Kafe, Pod Vodou a You and Me.
Po nečekaném úspěchu se skupina vydala na koncertní turné. Nejprve sólově a následně pak jako host na velké turné čerstvě korunovaných Zlatých Slavíků z kapely Divokej Bill.
Do studia se kapela vrátila po dvou letech a připravila zde nové album Seňorita, které se do prodeje dostalo až v roce 2008.
V roce 2008 se skupina pokoušela uspět v soutěži Eurovize, kterou v Česku zaštiťuje Česká televize. Temperamento zde vystoupilo s novou písní, v té době ještě z připravovaného alba Seňorita. V silné konkurenci však neuspělo a do evropského semifinále nepostoupilo. Podle následně hodně zpochybňovaných výsledků se nejvíce hlasujícím divákům České televize líbila zpěvačka Tereza Kerndlová, která tak postoupila do kontinentálního semifinále.

## Členové kapely
Azi – absolvent lidové školy umění na housle. Rok se také učil na kytaru. Osm let hrál v hardcoreové skupině Fourth Face a dva v ní také zpíval. S kapelou Fourth Face vystupoval na všech českých festivalech a projel skoro celou Evropu.
Jako host absolvoval evropské turné s kanadskou hip-hopovou kapelou Rascals.
Je duchovním otcem kapely Temperamento.
Vystudoval hotelovou školu, ale nikdy se nevěnoval této práci.
Loco – také nebyl ve světě hudby žádným nováčkem. Loco již dříve vystupoval s kapelou Luca Brasi. Právě z této hudební skupiny ho přizval Azi do kapely Temepramento.
Vanky – byl Aziho soused z domu a dlouholetý přítel. Oba již dříve společně neúspěšně zkoušeli své štěstí ve světě hudby. Společně založili svou první kapelu, když jim bylo jedenáct. Tehdy se však ještě úspěchu nedočkali.
DJ Corleone – byl prvním členem kapely, kterého kontaktoval Azi, když dostal nápad založit Temperamento. DJ Carleone (do té doby Micky) byl Aziho nejlepší kamarád ze střední školy. Do doby založení Temperamenta byl Micky jen aktivním posluchačem hudby, po dohodě s Azim se však usadil za mixážní pult a začal psát novou etapu svého života.
Boky – aneb Filip, byl posledním členem, který do kapely Temperamento vstoupil. Boky je bubeník, který jako jediný nepřišel do kapely na pozvání Aziho, ale byl přizván svým kamarádem a bývalým spoluhráčem z Luca Brasi Locem.

## Nástrojové obsazení
Azi – zpěv, kytara
Loco – zpěv, kytara
Vanky – baskytara, zpěv
DJ Carleone – gramofony, vokály
Boky – bicí

## Diskografie
- 2005 - UNO MOMENTO
- 2008 - SEŇORITA